# Prat Montaner
Prat Montaner és un paratge a cavall dels termes municipals de Cabó, a l'Alt Urgell, i Conca de Dalt, a l'antic terme d'Hortoneda de la Conca, al Pallars Jussà.
Es troba al nord-est de la Serra de Boumort, a la carena que l'enllaça amb el Tossal de Caners, situat al nord-est de Prat Montaner. Tot i no rebre el nom de collada, en forma una per on passa la comunicació entre les valls de la Noguera Pallaresa i el Segre.